# Тимолфталеин
Тимолфталеин — кислотно-основный индикатор. При рН 9,3-10,5 он бесцветен, а выше этого значения становится синим.

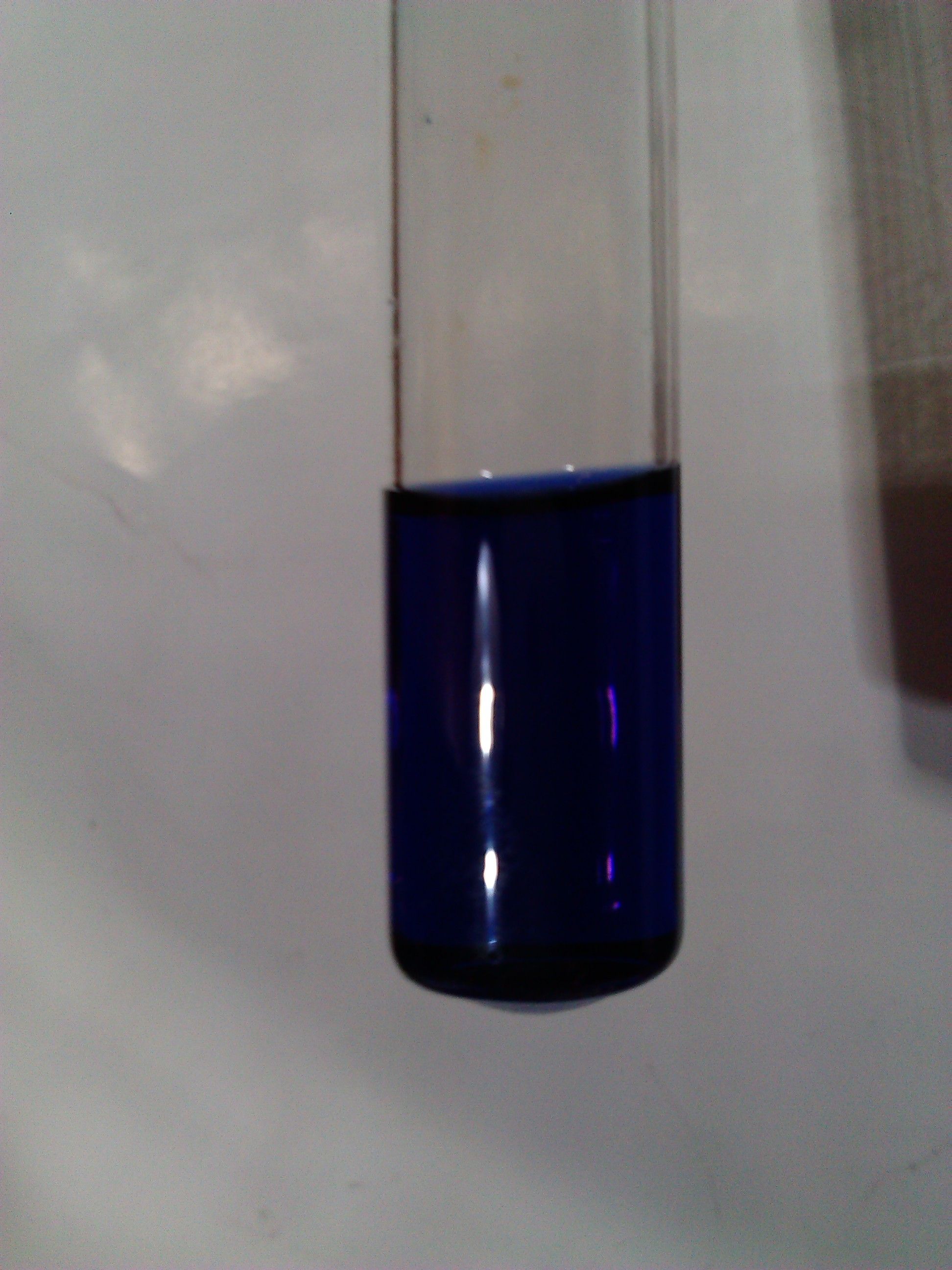
Тимолфталеин в щелочной среде.

## Физические свойства
Тимолфталеин практически не растворяется в воде, растворим в этанолe, ацетоне и хлороформе.

## Получение
Тимолфталеин получают по реакции Фриделя — Крафтса с тимолом и фталевым ангидридом.

## Применение
В аналитической химии применяется в кислотно-основном титровании и для определения значения водородного показателя при титровании. Тимолфталеин также может быть использован в качестве невидимых чернил.